# ريتشارد ألبرت (نحات)
ريتشارد ألبرت (بالإنجليزية: Richard Alpert)‏ هو نحات أمريكي، ولد في 11 أبريل 1947 في نك الكبرى ‏ في الولايات المتحدة.

## وصلات خارجية
- الموقع الرسمي